# Croix des Bouquets (del av en befolkad plats)
Croix des Bouquets är en del av en befolkad plats i Haiti.   Den ligger i departementet Ouest, i den centrala delen av landet, 12 km öster om huvudstaden Port-au-Prince. Croix des Bouquets ligger 68 meter över havet och antalet invånare är 229 127.
Terrängen runt Croix des Bouquets är platt norrut, men söderut är den kuperad. Terrängen runt Croix des Bouquets sluttar norrut. Runt Croix des Bouquets är det ganska tätbefolkat, med 214 invånare per kvadratkilometer. Närmaste större samhälle är Port-au-Prince, 12,4 km väster om Croix des Bouquets. Omgivningarna runt Croix des Bouquets är en mosaik av jordbruksmark och naturlig växtlighet.